# Laurent Quiévreux
Laurent Daniel Marcel Quiévreux est un footballeur français né le 10 mars 1979 à Cambrai. Il joue au poste de gardien. En 2011, il devient arbitre officiel rattaché au club de l'AS Masnières.

## Biographie
Originaire du Nord, il débute à Valenciennes en équipe de jeunes avant d'être repéré par le Paris Saint-Germain. Il intègre l'équipe réserve en CFA dès l'âge de 18 ans. Après une première saison prometteuse, il rejoint le groupe professionnel en tant que troisième gardien lors de la saison 1998-1999. En septembre 1998, il est retenu dans un groupe élargi en équipe de France espoirs. Il côtoie Bernard Lama et Dominique Casagrande, au contact desquels, il apprend beaucoup. Il reste deux saisons dans la capitale, avant d'être repéré par le FC Istres.
Il décide de tenter l'aventure en National pour franchir un cap. Dès sa première saison en National, il dispute les 36 matchs de son équipe et contribue à la montée des Istréens en Division 2. Il signe son premier contrat professionnel à l'été 2001. Ses deux saisons qui suivent sont bonnes avec le maintien du club en Ligue 2. En 2003, il décide de tenter l'aventure à l'étranger, au Portugal, il rallie donc la SuperLiga. Il est tout d'abord engagé par Estoril mais n'y reste que quelques jours. En effet Estoril et l'UD Leira procèdent à un échange de gardiens : Laurent Quiévreux contre Fabrice Catherine.
À Leira, il est engagé comme doublure du portier Brésilien Helton. En trois saisons, il ne joue qu'un match et émet le désir de retrouver le championnat de France. Il s'engage alors avec Clermont. De retour en France, il est la doublure d'Olivier Enjolras.
En 2008, il s'engage avec l'AC Ajaccio.
En 2011, il passa les examens d'arbitre de district et débuta une nouvelle carrière dans le football en tant qu'arbitre pour le club de l'AS Masnières (Nord-Escaut).
En 2012, il gravit très vite les échelons du métier d'arbitre. En mars 2012, il officie son premier match pour la fédération en tant qu'arbitre central sur un match de CFA 2. En juin 2012, par son succès à l'examen théorique de la Fédération française de football, Laurent Quievreux a obtenu le titre d'arbitre fédéral 4 (au centre en CFA,). En juin 2013, il obtient le titre d'arbitre Fédéral 3 ce qui lui permet d'être au centre en National et 4e arbitre en Ligue 2. En juin 2014, il est descendu d'une catégorie et redevient arbitre F4 (au centre en CFA,).

## Carrière
- 1993-1995 : Valenciennes FC B  France
- 1995-1998 : ES Wasquehal  France
- 1998-2000 : Paris SG  France
- 2000-2003 : FC Istres  France
- 2003-2006 : União Leiria  Portugal
- 2006-2008 : Clermont Foot  France
- 2008-2010 : AC Ajaccio  France
- 2011- ??    : AS Masnières  France[1]

## Palmarès
- Champion de France de National en 2007 avec le Clermont Foot